# Lutiše
Lutiše es un municipio del distrito de Žilina en la región de Žilina, Eslovaquia, con una población estimada a final del año 2024 de 758 habitantes.
Se encuentra ubicado al oeste de la región, cerca del curso alto del río Váh (cuenca hidrográfica del Danubio) y de la frontera con la región de Trenčín.

## Demografía
| Año        | 1994 | 2004    | 2014    | 2024    |
| ---------- | ---- | ------- | ------- | ------- |
| Población  | 842  | 818     | 740     | 758     |
| Diferencia |      | −2,85 % | −9,53 % | +2,43 % |

| Año        | 2023 | 2024    |
| ---------- | ---- | ------- |
| Población  | 757  | 758     |
| Diferencia |      | +0,13 % |